# HD 105779
HD 105779 — одиночная звезда в созвездии Ворона на расстоянии приблизительно 180 световых лет (около 55,1 парсек) от Солнца. Видимая звёздная величина звезды — +8,64m. Возраст звезды определён как около 7,54 млрд лет.
Вокруг звезды обращается, как минимум, одна планета.

## Характеристики
HD 105779 — жёлтый карлик спектрального класса G0, или G2V, или G2, или G3V. Масса — около 0,89 солнечной, радиус — около 0,94 солнечного, светимость — около 0,78 солнечной. Эффективная температура — около 5727 K.

## Планетная система
В 2021 году группой астрономов, работающих со спектрографом HARPS, было объявлено об открытии планеты HD 105779 b.
В 2019 году учёными, анализирующими данные проектов HIPPARCOS и Gaia, у звезды обнаружена планета HIP 59357 c.